# Pray Away: Očista modlitbou
Pray Away: Očista modlitbou (v originále Pray Away) je americký dokumentární film televize Netflix z roku 2021, který režírovala Kristine Stolakis. Snímek měl světovou premiéru na Tribeca Film Festivalu 16. června 2021.

## Děj
V dokumentu vystupují osoby, které podstoupily léčbu homosexuality pomocí konverzní terapie. Staly se významnými zástupci ex-gay hnutí, avšak posléze se od něj odklonily.
Julie Rodgers prošla konverzní terapií v mládí. Jako mladá žena se dokonce stala vůdkyní křesťanského hnutí „Exodus International“, které více než tři desetiletí pracovalo na potlačení jakékoli touhy po „homosexuálním životním stylu“ svých stoupenců.
John Paulk je bývalý prezident správní rady „Exodus International“, který žije se svým partnerem v Portlandu ve státě Oregon. Paulk a jeho manželka Anne se objevili na obálce časopisu Newsweek jako nejslavnější „ex-gay“ pár na světě, díky čemuž se stali tvářemi ex-gay hnutí.
Randy Thomas a Cantu Schneider po absolvování konverzní terapie obnovili své vztahy s komunitou LGBT.

## Ocenění
- Tribeca Film Festival – nominace v soutěži dokumentárních filmů